# Плава
Плава (на албански: Plavë или Plava; на сръбски: Плава или Plava) е село, разположено в областта Ополе, в община Драгаш, Косово.

## География
Селото е разположено на десния бряг на едноименната река Плава, от страната на планината Коритник.

## История
След Междусъюзническата война селото попада в Сърбия. Според Стефан Младенов в 1916 година Плава е албанско село.
На етническата си карта на Северозападна Македония в 1929 година Афанасий Селишчев отбелязва Плава като албанско село.